# Courir sous la pluie
Pistes de Chœurs
Elle viendra l'Érinys Le Chœur des oiseaux
Courir sous la pluie est la quinzième chanson de l'album Chœurs de Bertrand Cantat, Pascal Humbert, Bernard Falaise et Alexander MacSween conçu pour constituer les chœurs antiques de la trilogie « Des femmes » de Sophocle adaptée et mise en scène en 2011 par Wajdi Mouawad. Elle illustre Électre, le troisième volet de la trilogie.

## Argument
Électre, depuis la mort de son père Agamemnon tué par Égisthe avec la complicité de sa mère Clytemnestre, vit recluse dans le palais de Mycènes. Elle espère ardemment le retour de son frère Oreste, qu'elle avait confié enfant à leur oncle Strophios, pour venger le parricide. Oreste décide pour couvrir son retour dans sa cité de se faire passer pour mort. Chrysothemis, sœur d'Électre, vient de constater des offrandes sur la tombe d'Agamemnon et court l'annoncer...
C'est le seul titre de l'album et des chœurs de la pièce qui soit uniquement instrumental.

## Musiciens ayant participé à la chanson
- Bertrand Cantat, chant, guitare, harmonica
- Pascal Humbert, basse, contrebasse
- Bernard Falaise, guitare
- Alexander MacSween, batterie, percussions